# 加內斯鎮區 (明尼蘇達州紅湖縣)
加內斯鎮區（英語：Garnes Township）是位於美國明尼蘇達州紅湖縣的一個行政鎮區。

## 地方資料
加內斯鎮區的面積為125.12平方千米，皆為陸地。根據2020年美國人口普查的數據，當地共有人口178人，而人口密度為每平方千米1.42人。